# Градска (Црна-Трава)
Градска (серб. Градска) — населённый пункт в общине Црна-Трава Ябланичского округа Республики Сербии.

## Население
Согласно переписи населения 2002 года, в селе проживало 337 человек (335 сербов и 2 болгарина).
| Численность населения | Численность населения | Численность населения | Численность населения | Численность населения | Численность населения | Численность населения | Численность населения |
| 1948                  | 1953                  | 1961                  | 1971                  | 1981                  | 1991                  | 2002                  | 2011                  |
| --------------------- | --------------------- | --------------------- | --------------------- | --------------------- | --------------------- | --------------------- | --------------------- |
| 738                   | 755                   | 867                   | 837                   | 638                   | 434                   | 337                   | 255                   |

## Религия
Согласно церковно-административному делению Сербской православной церкви, село относится к Третьему власотинацкому приходу Власотинацкого архиерейского наместничества Нишской епархии. 